# مکس یاکوبسون
مکس یاکوبسون (انگلیسی: Max Jakobson؛ ۳۰ سپتامبر ۱۹۲۳ – ۹ مارس ۲۰۱۳) روزنامه‌نگار، تاریخ‌نگار و دیپلمات اهل کشور فنلاند بود. وی که اصالت فنلاندی-سوئدی دارد، در زمان حیاتش چندین کتاب را منتشر نمود.